# Villa Lago Azul
Villa Lago Azul es una localidad argentina ubicada en el Departamento Punilla de la Provincia de Córdoba. Se encuentra sobre la costa Oeste del lago San Roque, 3 km al este de Villa Santa Cruz del Lago, de la cual depende administrativamente.
Es una zona eminentemente turística, con varios de los atractivos de Villa Carlos Paz en sus cercanías. Cuenta con un único camino de entrada al barrio custodiado por garita.

## Población
Cuenta con 108 habitantes (Indec, 2010), lo que representa un descenso del 36% frente a los 169 habitantes (Indec, 2001) del censo anterior.
| Gráfica de evolución demográfica de Villa Lago Azul entre 1991 y 2010 |
|                                                                       |
| Fuente: Censos nacionales del INDEC                                   |